# Vatroslav Jagić
Vatroslav Jagić (ur. 6 lipca 1838 w Varaždinie, zm. 5 sierpnia 1923 w Wiedniu) – chorwacki językoznawca i publicysta, uważany za jednego z najwybitniejszych slawistów w historii.

## Życiorys
W 1860 roku ukończył studia z zakresu filologii klasycznej na Uniwersytecie Wiedeńskim.
W latach 1860–1870 pracował jako nauczyciel w gimnazjum w Zagrzebiu. Był wykładowcą w następujących ośrodkach uniwersyteckich: w Odessie (od 1871 roku), Berlinie (od 1874 roku), Petersburgu (od 1880 roku) i Wiedniu. W 1871 roku na podstawie rozprawy naukowej Das Leben der Wurzel dê in den slawischen Sprachen uzyskał na Uniwersytecie w Lipsku stopień naukowy doktora. Jego zainteresowania naukowe w szczególności skupiały się wokół języka staro-cerkiewno-słowiańskiego. Do jego uczniów należeli m.in. Aleksander Brückner, Paul Diels, Fran Ramovš, Aleksiej Szachmatow i Václav Vondrák. Opublikował ok. 700 artykułów naukowych, liczących łącznie 20 tysięcy stron.
W 1864 roku był współzałożycielem czasopisma Književnik. W 1866 roku został najmłodszym członkiem Jugosłowiańskiej Akademii Nauki i Sztuki. W latach 1875–1920 był redaktorem berlińskiego Archiv für slavische Philologie, którego był również założycielem.
Został pochowany w rodzinnym Varaždinie.

## Wybrane publikacje
(opracowano na podstawie materiału źródłowego)
- Gramátika jezika hrvatskoga (1864)
- Exempli odrohvatskogo jezikja iz cyrilské starina (1864–1866)
- Zur Entstehungsgeschichte der kirchenslavischen Sprache (1900)
- Istorija sławianskoj fiłołogii (1910)
- Glagoljičko pismo u Slavena (1911)
- Entstehugsgeschichte der kirchenslavischen Sprache (1913)
- Život i rad Jurja Križanića (1917)